# 葉翼雲
葉翼雲（1596年—1648年），字敬甫，號載九，福建泉州府同安县嘉禾乡莲坂人。

## 生平
崇祯三年（1630年）庚午科福建乡试举人，崇祯十三年（1640年）庚辰科進士，吏部观政，本年授吴江县知县，初至，岁大旱蝗，缓征平籴，捐捧设粥，步祷龙祠，日行数里，立法驱蝗，蝗皆坠湖死，是岁虽灾，不害时。议者以国帑诎，欲因亩加赋，翼云条上其不便，所省六万。周行城郭，相度形势，令城外四周皆康衢，可驰马其上，增筑台舍，尝自戎服阅兵郊外，夜复巡行闤阓间。十七年夏，北都变闻，不轨者汹汹思乱，翼云廉得其主名，立捕杀之，一邑帖然。尤好奖拔才士，培养善类。迁刑部主事，乞归，吴民思之不置。唐王入闽，擢稽勋员外郎。
顺治五年三月，郑成功破同安，守将王彪、折光秋、知县张效龄弃城而走，葉翼雲署知縣，陳鼎为教谕。八月，佟国器、陳錦、李率泰率清军至，因城破被获，不屈死，阖门遇害。